# Oleg Andreyevich Anofriyev
Oleg Andreyevich Anofriyev (còn viết là Anofriev, tiếng Nga: Оле́г Андре́евич Ано́фриев; 20 tháng 7 năm 1930 – 28 tháng 3 năm 2018) là nghệ sĩ đa tài người Nga, từng là diễn viên sân khấu, diễn viên điện ảnh, người lồng tiếng, nhạc sĩ, đạo diễn phim và nhà thơ. Ông là nghệ sĩ được biết đến nhiều ở Liên Xô trước đây, chủ yếu nhờ lồng tiếng toàn bộ các giọng nam trong phim hoạt hình Những nghệ sĩ thành Bremen. Ông được trao tặng danh hiệu Nghệ sĩ danh sự CHXHCN Xô viết Liên bang Nga và Nghệ sĩ nhân dân Liên bang Nga.

## Tiểu sử
Oleg Andreyevich Anofriyev sinh tại thành phố Gelendzhik bên bờ Biển Đen. Cha ông là bác sĩ Andrei Sergeevich Anofriyev công tác tại nhà an dưỡng thuộc Đại học Quốc gia Moskva; mẹ ông là bà nội trợ Maria Gavrilovna Anofriyeva. Oleg là con trai thứ ba trong gia đình; trên ông là hai anh trai Sergei và Vladimir. Phần lớn cuộc đời ông sống tại Moskva, nhưng ông chào đời trong thời gian người cha đang trong chuyến công tác thường niên tại một nhà an dưỡng bên bờ Biển Đen.
Năm 1950, Anofriyev tốt nghiệp trung học. Năm 1954, ông hoàn thành luận văn tốt nghiệp Trường Nghệ thuật Moskva, đề tài về vai trò của nhân vật Tony Lumpkin trong vở kịch dựa theo nguyên tác Mistakes of a Night của Oliver Goldsmith. Ra trường ông được phân công về Nhà hát Thiếu nhi Trung ương.
Từ năm 1960 đến năm 1962, ông là diễn viên Nhà hát Mayakovsky. Từ 1962 đến 1972, ông là diễn viên Nhà hát Mossovet. Từ 1972 đến 1995, ông là diễn viên ở Nhà hát diễn viên điện ảnh quốc gia.
Từ thập niên 1990 trở đi, Anofriyev hầu như ngưng đóng phim. Ông bán căn hộ ba phòng ở Moskva và chuyển đến sống tại một ngôi làng gần thành phố. Năm 1992, lần đầu ông làm phim trong xuất phẩm điện ảnh Yêu (Быть влюблённым) với phần nhạc cũng do ông soạn. Nửa sau thập niên 1990, ông làm người dẫn một số chương trình trên truyền hình. Năm 1999, ông xuất bản cuốn sách Người lính và nữ vũ công ba lê (Солдат и балерина) gồm thơ, lời bài hát và phần viết về kỷ niệm với các diễn viên, đạo diễn mà ông từng cộng tác trong đời.
Trong vai trò nhạc sĩ, Anofriyev đã cho ra đời hơn 50 sáng tác, trong đó phải kể đến bài "Sẽ thế nào nếu bài ca thiếu tiếng đàn bayan?" ("Какая песня без баяна", 1972). Bài này phổ biến ở Liên Xô đến nỗi nhan đề đã trở thành một câu cửa miệng và được đưa vào từ điển. Có ca khúc được biểu diễn trong tác phẩm điện ảnh, chẳng hạn bài "Bồ công anh" ("Одуванчики") do chính ông thể hiện trong phim Ngoài dự tính (Кот в мешке, Mosfilm 1978). Tiếng ca Anofriyev còn đưa nhiều ca khúc của các tác giả khác đến với đông đảo quần chúng, như "Bài ca tình bạn" ("Песня о друге") – vốn là nhạc phim Đường ra bến tàu ("Путь к причалу", Mosfilm 1962).
Anofriyev có vợ là Otlivshchikova Natalya Georgievna (sinh năm 1932) và một con gái là Maria Solodenina (sinh năm 1959) – cả hai đều làm ngành y. Ông qua đời ngày 28 tháng 3 năm 2018 do bệnh tim nặng, an táng tại nghĩa trang làng Aksinino, huyện Odintsovsky, tỉnh Moskva.
Ông đã được trao tặng danh hiệu Nghệ sĩ danh dự CHXHCN Xô viết Liên bang Nga và Nghệ sĩ nhân dân Liên bang Nga. Kênh truyền hình 1 và kênh TV Centre (Moskva) từng làm phim về ông.

## Danh sách tác phẩm sáng tác, biểu diễn

### Ca khúc sáng tác
- "Bồ công anh" ("Одуванчики")
- "Con đường phủ ánh trăng" ("Лунная дорожка")
- "Dòng sông định mệnh" ("Река – судьба")
- "Hát ru" ("Колыбельная")
- "Mùa xuân" ("Весенняя")
- "Sẽ thế nào nếu bài ca thiếu tiếng đàn bayan?" ("Какая песня без баяна")
- "Thợ lặn" ("Водолаз")

### Ca khúc biểu diễn
- "Bài ca người lái xe" ("Песенка шофера")
- "Bài ca tình bạn" ("Песня о друге")
- "Chấm, chấm, phẩy" ("Точка, точка, запятая")
- "Chỉ một khoảnh khắc" ("Есть только миг")
- "Ngủ thôi đồ chơi mỏi mệt" ("Спят усталые игрушки")
- "Tôi đang nằm dưới ánh dương" ("Я на солнышке лежу")

### Diễn xuất
- 1964: Câu chuyện về thời gian đã mất (Сказка о потерянном времени, 1964) trong vai Petya lúc già
- 1977: Người ẩn danh từ Sankt – Peterburg (Инкогнито из Петербурга) trong vai Bobchinsky
- 1982: Dọc theo những lối mòn không tên (Там, на неведомых дорожках...) trong vai Tướng cướp Họa Mi
- 1985: Sau cơn mưa vào ngày thứ Năm (После дождичка в четверг) trong vai Vua Avdey, Chiến công trong chớp mắt (phim hợp tác với Bắc Triều Tiên) trong vai Gurenko

### Lồng tiếng
- 1969: Những nhạc sĩ thành Bremen (Бременские музыканты)
- 1973: Chuyện ông cố đạo và người làm công Balda
- 1974: Tàu số 10 đang đến; Sư tử con và rùa hát thế nào; Vùng đất Sannikov
- 1975: Ở bến cảng
- 1979: Râu cực kỳ xanh (Очень синяя борода)